# Амфотерност
Амфотерност у хемији представља особину оних супстанци које могу реаговати и као киселине и као базе.
Многи метали као што је цинк, калај, олово, алуминијум и берилијум и многи металоиди имају амфотерне оксиде или хидроксиде.
Друга класа амфотерних супстанци су амфипротични молекули који могу и донирати и прихватити протон. Примјери таквих супстанци су аминокиселине и протеини, који имају амино и карбоксилне групе, као и самојонозирајућа једињења као што је вода и амонијак.
Амфолити су молекули који истовремено садрже и киселе и базне групе и углавном постоје као цвитерјони при одређеном опсегу pH вриједности. pH вриједност при којој је просјечно наелектрисање нула се зове изоелектрична тачка молекула. Амфолити се користе како би се успоставио стабилни pH градијент при употреби у изоелектричном фокусирању.

## Амфотерни оксиди и хидроксиди
Цинк-оксид реагује различито у зависности од  вриједности раствора:
- У киселинама:
- У базама:

Овај ефекат се може користити да се раздвоје различити катјони као што је цинк од мангана.
Алуминијум-хидроксид се такође понаша слично:
- Понаша се као база (неутрализује се у киселини):
- Понаша се као киселина (неутрализује се у бази):

Други примјери укључују:
- Берилијум-хидроксид:
  - Са киселином: 
  - Са базом:
- Алуминијум-оксид:
  - Са киселином: 
  - Са базом:
- Олово-оксид:
  - Са киселином: 
  - Са базом:

Елементи који такође формирају амфотерне оксиде су: Si, Ti, V, Fe, Co, Ge, Zr, Ag, Sn, Au.

## Амфипротични молекули
Према Бренстед-Лауријевој теорији киселина и база киселине су донори протона а базе су акцептори протона. Амфипротични молекул или јон може или донирати или прихватити протон то јест понаша се и као киселина и као база. Вода, аминокиселине, јони бикарбоната и јони хидроген сулфата су чести примјери амфипротичних врста. Пошто могу донирати протон амфипротичне киселине садрже атом водоника. Пошто се могу понашати и као киселине и као базе оне се амфотерне.

### Примјери
Чести примјер амфипротичне супстанце је јон хидроген карбоната који се може понашати као база
или као киселина:
Стога, ефективно може прихватити или донирати протон. 
Вода је најчешћи примјер која се понаша као база када реагује са са киселином као што је хлороводонична киселина:
,,
и која се понаша као киселина када реагује са базом као што је амонијак:
.